# Fase primaria del socialismo
La fase primaria del socialismo (社会主义初级阶段S, Shèhuì zhǔyì chūjí jiēduànP), indicata anche come la fase preliminare del socialismo o fase iniziale del socialismo, è una teoria del pensiero marxista-leninista elaborata negli anni ottanta dai teorici del Partito Comunista Cinese. È alla base del socialismo con caratteristiche cinesi e costituisce la motivazione principale per l'utilizzo dei principi di mercato nell'economia cinese.

## Storia
La teoria della fase primaria del socialismo deriva dalla teoria marxiana riguardo alla morfologia sociale basata sui rapporti di produzione, di scambio e di proprietà. Nella Critica del Programma di Gotha, Marx affermò che dopo la rivoluzione proletaria si sarebbe dovuta instaurare una dittatura del proletariato per guidare la transizione dal capitalismo al comunismo. Allo stesso tempo, fu evidenziata la distinzione tra prima fase del comunismo e fase avanzata.
In Stato e rivoluzione, Lenin si riferì alle due fasi della transizione come "socialismo" e "comunismo": nella fase socialista rimangono ancora differenze di ricchezza e residui della società borghese, ma lo Stato si occupa della "repressione di una minoranza di sfruttatori da parte della maggioranza degli schiavi salariati di ieri" e della garanzia della proprietà pubblica dei mezzi di produzione; nel comunismo, l'apparato statale è estinto perché la classe capitalista è stata eliminata e di conseguenza non esiste più la lotta di classe né è possibile reprimere alcuna classe.
Mao Zedong era d'accordo con l'opinione di Lenin secondo cui la fase socialista era una forma di transizione necessaria, ma che in Cina non era ancora stata completata. Di conseguenza, propose di dividere il socialismo nella fase del socialismo sottosviluppato e socialismo relativamente sviluppato. Durante la prima conferenza di Zhengzhou tenutasi tra il 2 e il 10 novembre 1958, Mao Zedong affermò che la Cina era nella "fase iniziale del socialismo" ma non approfondì ulteriormente il concetto.

### Teoria di Xue Muqiao del "sistema socialista immaturo"
L'economista Xue Muqiao introdusse il termine "socialismo sottosviluppato" nel suo libro China's Socialist Economy pubblicato nel 1981. Il libro è stato scritto nel quadro ortodosso marxista-leninista enunciato da Iosif Stalin in Problemi economici del socialismo nell'URSS nel 1952. Xue scrisse che all'interno del modo di produzione socialista vi erano diverse fasi e affinché la Cina raggiungesse una forma avanzata di socialismo doveva concentrarsi sullo sviluppo delle forze produttive. Xue propose quindi una teoria secondo la quale le leggi fondamentali della crescita economica erano quelle in cui "i rapporti di produzione devono conformarsi al livello delle forze produttive". Similmente a Stalin, le forze produttive erano ritenute primarie e ciò era una legge fondamentale universale dell'economia. A differenza di Stalin, Xue credeva che ci fossero dei principi alla guida della transizione socialista: quello principale era "da ciascuno secondo le sue capacità, a ciascuno secondo il suo lavoro", e avrebbe guidato lo sviluppo socialista anche quando la Cina avrebbe raggiunto il socialismo avanzato, sostituendolo alla fine con "da ciascuno secondo le sue capacità, a ciascuno secondo i suoi bisogni" soltanto quando fosse esistita l'abbondanza generale. Xue basò le sue argomentazioni sulle politiche economiche perseguite durante la Rivoluzione culturale, che riteneva avessero portato "alle più gravi battute d'arresto e alle più pesanti perdite subite dal Partito, dallo Stato e dal popolo sin dalla fondazione della Repubblica Popolare".
Xue credeva che i rapporti di produzione fossero determinati dalla proprietà nell'economia: poiché le forze produttive in Cina erano "arretrate", i rapporti di produzione erano ad un altrettanto livello. Pur credendo che l'industria in Cina fosse diventata di "proprietà dell'intero popolo", Xue affermò che l'agricoltura era molto indietro e avrebbe richiesto la fine della pratica del pagamento dei salari sulla base di sforzi collettivi, sostenendo la reintroduzione di incentivi individuali e aumentando gli investimenti statali nell'agricoltura. I suggerimenti di Xue furono tuttavia abbandonati alla sesta sessione plenaria dell'undicesimo Comitato centrale tenutasi nel giugno 1981 perché non riuscirono a risolvere i problemi dell'agricoltura. In seguito, per iniziativa di Wan Li, il Partito Comunista iniziò a sostenere la de-collettivizzazione dell'agricoltura. All'inizio, Wan scelse un approccio riformista conservatore, affermando che:
(Wan Li)
Wan chiese lo smantellamento del sistema delle comuni popolari e la sua sostituzione con un sistema di responsabilità familiare. Si riferì ai cambiamenti in corso nel sistema agricolo come alla creazione di un nuovo modo di produzione chiamato "economia socialista delle merci". Il teorico del partito Du Runsheng appoggiò la teoria di Wan, affermando:
(Dun Rusheng)

### Teoria di Su Shaozhi del socialismo sottosviluppato
Il teorico del PCC Su Shaozhi, un funzionario del Quotidiano del Popolo, avviò un dibattito nel 1979 a una conferenza teorica del PCC per riesaminare l'affermazione di Mao Zedong della "lotta di classe come collegamento chiave" quando introdusse il termine "socialismo sottosviluppato" in riferimento alla Cina. Su, in collaborazione con Feng Langrui, pubblicò un articolo sulla rivista economica Jīngjì yánjiū nel quale mise in discussione il progetto socialista cinese utilizzando la metodologia marxista. L'articolo analizzò le basi del socialismo cinese in confronti agli scritti di Karl Marx, che aveva già distinto il comunismo allo stadio inferiore e il comunismo della fase superiore corrispondente. L'articolo di Su e Feng creava tre suddivisioni all'interno del modo di produzione socialista: la transizione dal modo di produzione capitalista al modo di produzione socialista, ovvero la fase in cui il proletariato prende il potere ed istituisce la dittatura e in cui si crea il socialismo sottosviluppato, e la fase del socialismo avanzato di cui scriveva Marx. Su e Feng affermarono che la Cina era una nazione socialista sottosviluppata perché:
(Su Shaozhi)
Sun e Feng si opposero alla linea di partito secondo cui la principale contraddizione nella società cinese era tra il "sistema sociale avanzato " e le "forze di produzione arretrate". Questa linea, originariamente concepita all'VIII Congresso nazionale del Partito Comunista Cinese tenuto nel 1956 ma rimossa da Mao e reintrodotta dopo la sua morte, aveva lo scopo di sottolineare l'importanza di migliorare l'economia. Su lo considerava problematico perché significava che la sovrastruttura poteva essere più avanzata del livello delle forze produttive — un'affermazione che non era in linea con il marxismo classico. Su ribatté dicendo che la Cina non aveva una base materiale per una piena transizione al socialismo:
(Su Shaozhi)
La ricezione dell'articolo di Su e Feng è stata mista. Alcuni risposero positivamente e chiesero un ritiro dalle pratiche socialiste e un ritorno alle politiche di Nuova Democrazia, un periodo durato fino al 1956 nel quale la Cina aveva un'economia mista. Elementi più conservatori cercarono di sopprimerlo. Deng Liqun, il vice presidente dell'Accademia cinese delle scienze sociali, organizzò un incontro per criticare Su, che era diventato un membro dell'Istituto del marxismo-leninismo dopo aver scritto l'articolo. Anche se Su aveva ottenuto un certo sostegno da parte di alti funzionari, come il generale Ye Jianying, la sua teoria fu l'obiettivo di diverse repressioni; la prima si è verificato nel 1981 durante un'epurazione contro i socialisti favorevoli alla democrazia liberale. Una successiva epurazione fu orchestrata dal teorico Hu Qiamou e in terzo luogo durante la campagna contro l'inquinamento spirituale nel 1983. Secondo i conservatori, l'idea di Su alimentava le forze contrarie al socialismo in Cina ed era quindi pericolosa. Nonostante ciò, la sesta sessione plenaria dell'undicesimo Comitato centrale sancì che la Cina fosse nella "fase primaria del socialismo", anche se teorici chiave come Wang Xiaoqiang liquidarono il socialismo cinese come "socialismo agrario", credendo che il socialismo era stato costruito su una base feudale.

### Formulazione della teoria
La teoria di Su del socialismo sottosviluppato portò alla formulazione dello stadio primario della teoria del socialismo sotto la guida del segretario generale del PCC Zhao Ziyang.
Il 5 maggio 1978, l'articolo "Attuare il principio socialista della distribuzione secondo il lavoro" (贯彻执行按劳分配的社会主义原则S, Guànchè zhíxíng ān láo fēnpèi de shèhuì zhǔyì yuánzéP) affermava che la Cina era ancora nella prima fase del raggiungimento del puro comunismo e che non era diventata una società veramente socialista. L'articolo fu scritto dai membri dell'Ufficio di ricerca politica del Consiglio di Stato guidato dall'economista Yu Guangyuan su ordine di Deng Xiaoping in modo da "criticare e ripudiare" le convinzioni della sinistra comunista.
Il 27 giugno 1981, nella Risoluzione su alcuni problemi storici del partito dalla fondazione della Repubblica popolare emanata dal VI plenum dell'XI Comitato centrale del PCC, si affermava che il sistema socialista cinese era ancora all'inizio e le politiche del Partito dovevano tener conto di tale situazione.
In seguito Deng Xiaoping affermò che il PCC doveva spiegare in quale fase si trovasse precisamente il socialismo in Cina. La teoria di uno stadio primario del socialismo fu quindi usata come base del Rapporto politico del XIII Congresso nazionale del Partito Comunista Cinese tenutosi nel 1987. Nel documento si affermò che per completare la trasformazione socialista della proprietà privata dei mezzi di produzione iniziata negli anni Cinquanta nella realizzazione fondamentale della modernizzazione socialista, ci sarebbero voluti almeno cento anni.
La teoria si concentrava principalmente sullo sviluppo delle forze produttive e prese una visione fortemente deterministica sullo sviluppo del socialismo. Lo scopo principale della teoria era di riformulare il socialismo per rendere il marxismo adatto all'uso contemporaneo. Su e Zhang Xiangyang dissero che la fase primaria del socialismo in Cina era iniziata negli anni cinquanta, quando il PCC aveva posto fine alle politiche di Nuova Democrazia, e sarebbe durata circa 100 anni. La precedente enfasi sull'uguaglianza economica a favore della crescita economica fu abbandonata. Deng dichiarò:
(Deng Xiaoping)
Deng aveva equiparato il sostegno al socialismo allo sviluppo del livello delle forze produttive, mentre l'ideale dell'eguaglianza comune era stato rinviato a un tempo imprecisato. Su e Zhang giunsero a conclusioni simili, dicendo che Marx aveva due obiettivi quando scrisse sul futuro socialista: un sistema sociale in cui le forze produttive erano sviluppate e all'individuo sarebbe stata concessa una grande possibilità di auto-sviluppo. Tuttavia, lo sviluppo delle forze produttive divenne il presupposto per un maggiore auto-apprendimento dell'individuo attraverso l'uguaglianza comune; Su e Zhang dissero che il primo avrebbe portato al secondo. La sinistra era generalmente soddisfatta della teoria, che era basata su premesse marxiste ortodosse. Tuttavia, alcune persone a destra consideravano la teoria come una prova che la Cina aveva bisogno di reintrodurre il capitalismo per costruire il socialismo. Marx aveva scritto che il socialismo si sviluppava dal capitalismo, ma la Cina aveva saltato la fase capitalista ed era passata dal feudalesimo al socialismo.
L'articolo del consigliere di Zhao Bao Tong The Young Horse of Socialism, the Old Horse of Capitalism, and Other Related Matters, pubblicato sul Quotidiano del Popolo, è diventato il primo lavoro teorico che ha cercato di spiegare il concetto. Bao affermò che le fondamenta economiche del socialismo in Cina erano deboli e avevano elementi feudali, e che il riconoscimento della posizione della Cina nella fase primaria del socialismo avrebbe risposto "a molte questioni ideologiche che possono essere prontamente risolte". Chen Junsheng, il Segretario generale del Consiglio di Stato, scrisse un articolo simile nel quale sottolineava la necessità di sostenere i Quattro principi cardinali e la riforma durante la fase primaria del socialismo.

### Evoluzioni successive
Il XVIII Congresso nazionale del Partito Comunista Cinese del 2012 stabilì che "la costruzione del socialismo con caratteristiche cinesi si basa sulla fase primaria del socialismo" e ha ribadito gli obiettivi dei "due centenari", ovvero di realizzare una società "moderatamente prospera" entro il 100º anniversario del PCC (2021) e di rendere la Cina un paese socialista a tutti gli effetti entro il 100º anniversario della fondazione della Repubblica Popolare Cinese.
Durante il XIX Congresso nazionale del Partito Comunista Cinese del 2017, il segretario Xi Jinping ha affermato che la Cina si trova ancora nella fase primaria del socialismo e ha introdotto il socialismo con caratteristiche cinesi per una nuova era per riadattare le riforme di Deng Xiaoping in un periodo nuovo nella quale vige la sproporzione tra lo sviluppo sbilanciato e iniquo e i bisogni sempre più esigenti della popolazione cinese.

## Contenuto della teoria
Mentre negli stati socialisti come l'Unione Sovietica le forze produttive e industriali erano già state sviluppate prima delle rivoluzioni socialiste, la Cina non può saltare direttamente da un sistema feudale a quello socialista avanzato senza seguire un percorso graduale verso il socialismo e senza aver sviluppato le proprie forze produttive. Inoltre, la Cina non ha ancora eliminato del tutto la povertà. Trovandosi in questa situazione, la società cinese non può essere ancora in grado di incapsulare tutte le caratteristiche principali di uno stato socialista completamente sviluppato e di conseguenza può sfruttare a proprio vantaggio le politiche di mercato introdotte dal socialismo con caratteristiche cinesi.
La fase primaria del socialismo si riferisce quindi al periodo specifico che la Cina deve attraversare per costruire il socialismo in condizioni di forze produttive arretrate e di un'economia delle merci sottosviluppata, con l'eliminazione graduale della povertà e dell'arretratezza e con l'obiettivo di trasformare la Cina in uno Stato socialista moderno e industrializzato. La fase si estende per oltre cento anni e le politiche adottate non sono statiche ma rispondono agli eventi e alle necessità incontrate durante lo sviluppo.
Nel rapporto del XIII Congresso del PCC, è stato specificato che la fase primaria del socialismo è propria della Cina ed è stata così elaborata:
(Rapporto del XIII Congresso nazionale del Partito Comunista Cinese)
La fase primaria può essere suddivisa in diverse sotto-fasi a seconda delle condizioni nazionali di base e delle caratteristiche globali:
- La prima fase corrisponde al periodo compreso tra l'istituzione del sistema economico socialista nel 1956 e la prima riforma di apertura nel 1978;[4]
- La seconda fase va dal 1978 al 2017, anno del XIX Congresso nazionale del Partito Comunista Cinese. In questa fase, la principale contraddizione è stata tra le crescenti esigenze materiali e culturali delle persone e la produzione sociale arretrata.[4]
- La terza fase è stata stabilita a partire dalla convocazione del XIX Congresso del PCC, con la principale contraddizione tra il crescente bisogno di una vita migliore e uno sviluppo squilibrato e inadeguato.[4]

La fine della fase primaria del socialismo è prevista per il 2050, quando in Cina si instaurerà il socialismo avanzato e le contraddizioni interne verranno eliminate.

### Strategia dei tre passi
La teoria della fase primaria del socialismo sottolinea di "non abbandonare la realtà" della Cina e prevede "tre passi" per la realizzazione del socialismo:
1. Raddoppiare il Prodotto nazionale lordo nel periodo 1981-1990 per risolvere il problema degli alimenti e dell'abbigliamento per la popolazione;[38]
2. Raddoppiare il PNL nel periodo 1991-2000, quando il tenore di vita delle persone avrebbe dovuto raggiungere un livello benestante;[38]
3. Quadruplicare il PIL dalla fine del XX secolo alla metà del XXI secolo per raggiungere il livello di un paese moderatamente sviluppato e realizzare la modernizzazione.[4][38]

Nel 1997, durante il XV Congresso nazionale del Partito Comunista Cinese si affermò che la Cina aveva soddisfatto il terzo passo. Tre anni dopo, dopo la strategia è stata ulteriormente approfondita ed ampliata, prendendo l'anno 2000 come punto di riferimento per raggiungere l'obiettivo di raddoppiare il prodotto nazionale lordo entro la fine del primo decennio del XXI secolo.

## Effetto sull'ideologia del Partito Comunista Cinese

### Cambiamento delle opinioni sul capitalismo
La riformulazione del socialismo ha portato direttamente al cambio di concezione del capitalismo a causa della loro opposizione diametrale. In precedenza, il PCC affermava che sostenere il capitalismo significava sostenere una ritirata storica e il capitalismo era considerato diametralmente opposto del socialismo e le loro relazioni erano considerate ostili e incompatibili. La ricognizione ufficiale dei due termini è stata sancita nel Rapporto politico al XIII Congresso nazionale. Prima degli sforzi di riforma, si credeva che il capitalismo e il socialismo facessero parte di una relazione sequenziale dove il secondo che si sviluppava dal primo. Una visione meno tradizionale vedeva come il capitalismo avesse dimostrato di avere "una maggiore capacità di creare la civiltà umana" di quanto Marx si aspettasse, il che significava indirettamente che il socialismo poteva imparare dal capitalismo. Un altro segno di continuità era che i due sistemi esistevano uno accanto all'altro.
Il primo cambiamento nel discorso ufficiale fu quello di rimproverare la teoria dell'imperialismo concepita da Vladimir Lenin. Lenin era giunto alla conclusione che il capitalismo aveva raggiunto lo stadio dell'imperialismo, uno stadio in cui il capitalismo sarebbe andato incontro a una crisi prolungata che avrebbe portato alla guerra, alle inevitabili rivoluzioni socialiste e alla fine della guerra da parte dei nuovi stati socialisti. Questa teoria aveva costituito la base della politica estera cinese fino agli anni settanta, ma non fu ufficialmente contestata fino al rapporto di Zhao al XIII Congresso Nazionale. Al congresso, Zhao citò una dichiarazione del 1985 di Deng Xiaoping, in cui disse, "i temi principali del mondo contemporaneo sono la pace e lo sviluppo". Affermando che il compito dei paesi socialisti era mantenere la "pace e sviluppo" piuttosto che la "guerra e rivoluzione", Deng rimproverava la teoria di Lenin. Secondo Su e Zhang, la motivazione del cambiamento era che:
- il declino del conflitto ideologico e la creazione delle armi nucleari aveva cambiato radicalmente le relazioni est-ovest, e la fine del colonialismo aveva alterato le basi delle relazioni nord-sud;[41]
- il progresso tecnico e scientifico aveva — nonostante le previsioni di Marx — rafforzato il capitalismo e cambiato l'arena internazionale dopo la morte di Lenin;[41]
- la maggiore interdipendenza economica portata dalla globalizzazione economica aveva ridotto i rischi di possibili guerre;[41]
- le riforme all'interno degli stati socialisti avevano avvicinato le economie socialiste al mercato mondiale e alle economie capitaliste.[41]

Xu Jiatun, un teorico del partito, disse che il capitalismo era cambiato dai tempi di Marx; la prova di ciò fu "l'emergere della regolamentazione macroeconomica, dello stato sociale e della classe media che aveva migliorato le strutture socioeconomiche e le relazioni di classe sotto il capitalismo. Xu concluse che il capitalismo si era dimostrato un sistema più efficace del socialismo cinese, che era basato sull'ideologia e le istituzioni feudali. Yu Guangyuan disse che Marx aveva torto e che i cambiamenti all'interno del capitalismo avevano consentito uno sviluppo molto maggiore delle forze produttive di quanto Marx avesse mai potuto ritenere possibile. Tuttavia, la visione più comune era la teoria della convergenza, i cui punti di vista dei sostenitori furono pubblicati dai principali media in tutto il paese. Secondo tale teoria, il socialismo e il capitalismo stavano diventando sempre più simili, poiché i paesi capitalisti e socialisti tendevano ad assomigliarsi in termini economici; la pianificazione stava comparendo nel capitalismo, l'economia di mercato stava entrando nel socialismo, la proprietà e la gestione erano separate in entrambi i sistemi, ed entrambi avevano subito modelli simili di modernizzazione. Su questa base, i sostenitori della teoria della convergenza invitarono le persone a smettere di chiedersi se una certa tecnica fosse capitalista o socialista perché non aveva più importanza. Il risultato finale della teoria della convergenza è stato quello di de-ideologizzare il significato dei due termini.

### Materialismo storico: legge universale o metodologia
Al XIII Congresso Nazionale, Zhao concluse che l'errore comune della destra nell'analisi dello sviluppo cinese è stato quello di mettere in discussione la legittimità della rivoluzione e degli elementi sovrastrutturali socialisti stabiliti successivamente e che l'errore comune della sinistra era di credere che si potesse saltare la fase primaria del socialismo passando direttamente al socialismo avanzato, una visione che Zhao definì utopica. Tuttavia, vi era un problema: secondo le dichiarazioni ufficiali, la Cina aveva una sovrastruttura avanzata e forze produttive arretrate; questo andava contro il marxismo classico, secondo il quale la sovrastruttura era "determinata esclusivamente da fattori economici", mentre in Cina il modo di produzione era determinato dalla sovrastruttura. Tutto ciò andava contro la nozione generale della teoria del materialismo storico di Marx, in cui si afferma che un modo di produzione è fondato esclusivamente sulla base materiale. Tuttavia, Su e Zhang non credevano che queste discrepanze avessero dimostrato che la teoria era sbagliata, e conclusero che il materialismo storico avrebbe dovuto essere considerato "una metodologia scientifica per l'analisi della tendenza generale", non una legge universale che spiegasse i processi storici precedenti e futuri. Secondo Su e Zhang, invece di considerare un fattore - l'economia - dominante, come era stato fatto in precedenza, si doveva analizzare come tutti i fattori interagiscano tra loro, in particolare gli effetti della sovrastruttura sul resto della società. A loro avviso, gli elementi sovrastrutturali "hanno svolto un ruolo evidente nel 'salto' della Cina dal semi-feudalismo al socialismo". Il socialismo in Cina è stato salvaguardato dal PCC e dal suo affidamento all'ideologia marxista.
Il problema con il materialismo storico in quanto vincolante era, secondo la destra, il ruolo svolto dagli esseri umani nello sviluppo storico e la possibilità dell'esistenza di modi di produzione diversi da quelli delineati da Marx. Secondo Hong Yingsan, l'idea di uno stadio primario del socialismo era difficile perché implicava che la Cina fosse contemporaneamente pre-capitalista e post-capitalista. Ciò andava contro la nozione di base del materialismo storico secondo cui la storia era unilineare e non multilineare, e provava che altri fattori oltre alle forze produttive nella società "potevano determinare il modo di produzione in una data società". Il problema che doveva affrontare il PCC era che una visione unilineare della storia implicava che la Cina non poteva adottare il socialismo perché aveva saltato il modo di produzione capitalista, ma una visione multilineare significava che la Cina non aveva bisogno di adottare il socialismo perché non era uno specifico "stadio dell'evoluzione umana". Su e Zhang dissero che il problema più urgente per i teorici del PCC era: "le persone hanno la libertà di scegliere un particolare insieme di relazioni di produzione?". Essi indicarono la teoria di Marx del modo di produzione asiatico. Alcuni esponenti di destra si opposero ai modi di produzione concepiti da Marx, affermando che tutti i cambiamenti nella storia umana erano soggettivi e non erano guidati da leggi universali.

### Ruolo del marxismo
Sebbene il PCC perseguisse politiche economiche non ortodosse, riteneva che il partito sarebbe stato in grado di salvaguardare l'obiettivo dello sviluppo socialista della Cina trasformando il marxismo in un sistema di valori dominante. Ciò si rifletté dall'introduzione del termine " civiltà spirituale socialista ", un concetto introdotto nel 1981 e menzionato nel Rapporto politico al XIII Congresso nazionale. La funzione principale della civiltà spirituale socialista era quella di controllare i pericoli del ritiro ideologico nello sforzo del partito di progredire verso il socialismo. Una risoluzione del PCC nel 1986 affermava: se il Partito avesse smesso di sostenere la dottrina marxista, non sarebbe stato "in grado di garantire la direzione socialista del nostro corso di modernizzazione, e la nostra società socialista perderà i suoi obiettivi e ideali". Tuttavia, poiché la base materiale, ufficialmente indicata come civiltà materiale, creata dalle riforme economiche non era conforme all'analisi marxista del socialismo, il PCC concluse che nella nuova era al marxismo sarebbe stato assegnato il ruolo di sistema di valori dominante, il che implicava che altri sistemi di valori potevano essere accettati, ma questi sistemi non potevano negare il marxismo.